# スペシャル・フォース (映画)
『スペシャル・フォース』（仏題: Forces spéciales、英題: Special Forces）は、2011年のフランスの戦争アクション映画。監督はステファン・リボジャ、出演はダイアン・クルーガーとジャイモン・フンスーなど。フランス軍特殊部隊の戦いを描いている。フランス空軍と国防省が製作支援を行った。ミリタリーテレビ映像を専門とするステファン・リボジャの初長編作品である。
日本では劇場未公開だが、WOWOWで放映された他、『スペシャル・フォース 壮絶!人質奪還作戦』のタイトルでテレビ東京の午後のロードショーで放映されことがある。アミューズソフトエンタテインメントより2012年9月5日DVDが発売された。

## ストーリー
フランス人女性ジャーナリストのエルサは、アフガニスタンの首都カブールで取材を行っていた。しかしタリバン系武装組織のリーダー、ザイエフを批判した事で怒りを買い誘拐されてしまう。事態を重く見たフランス政府は、コバックス率いるフランス軍特殊部隊『スペシャル・フォース』へ救出命令を下す。
部隊は敵のアジトを見つけ、エルサ一行を奪還するが、怒り狂ったザイエフは、部隊を追撃し皆殺しにするよう部下たちに命じる。
友好的な村で休息中の部隊は、ザイエフたちの急襲を受け、エルサを連れて退避しようとするが、エルサは虐殺される村人を助けるよう懇願する。
心を動かされた隊員たちは、任務外である村人の救出を決断し勇敢に戦うが、多勢の敵を前に次々と命を落としてゆく。生き残った隊員たちは、エルサを連れ国境を目指すが、彼らの前に極寒の高山が立ちはだかる。

## キャスト
※括弧内は日本語吹替
- エルサ - ダイアン・クルーガー（岡寛恵）

ジャーナリスト。
- コバックス - ジャイモン・フンスー（竹田雅則）

“スペシャルフォース”リーダー。海軍コマンドー所属。
- ティクタク - ブノワ・マジメル（三上哲）

“スペシャルフォース”爆破担当。第1海兵落下傘連隊所属。
- リュカ - ドゥニ・メノーシェ（木村雅史）

“スペシャルフォース”隊員。海軍コマンドー所属。
- エリアス - ラファエル・ペルソナ（玉木雅士）

“スペシャルフォース”スナイパー。第10空軍落下傘コマンドー所属。
- ビクトール - アラン・フィグラルツ（黒澤剛史）

“スペシャルフォース”隊員。海軍コマンドー所属。
- マリウス - アライン・アリヴォン（鈴木幸二）

“スペシャルフォース”隊員。海軍コマンドー所属。
- アミン - メーディ・ネブー（岡本未来）
- ザイエフ - ラズ・デガン（金子修）

武装組織の指導者。
- ゲゼネック - チェッキー・カリョ（魚建）

海軍コマンドー司令官。
- マイーナ - モルジャーナ・アラウィ（志摩淳）

## 評価
映画批評サイトのRotten Tomatoesでは、13件のレビューで評価は15%と低評価されており平均点は4/10。Metacriticでは、6件のレビューで加重平均値は37/100である。